# Fujiwara no Kaneie
Fujiwara no Kaneie (藤原 兼家?   929-26 de julio de 990) fue un kugyō (noble japonés de alta categoría) de la era Heian y fungió como regente imperial japonés dentro del sistema Sekkan. Fue el tercer hijo de Fujiwara no Morosuke e hijo de Fujiwara no Moriko, hija de Fujiwara no Tsunekuni. Kaneie tuvo hijas que se convirtieron en madres del Emperador Ichijo y del Emperador Sanjo. 

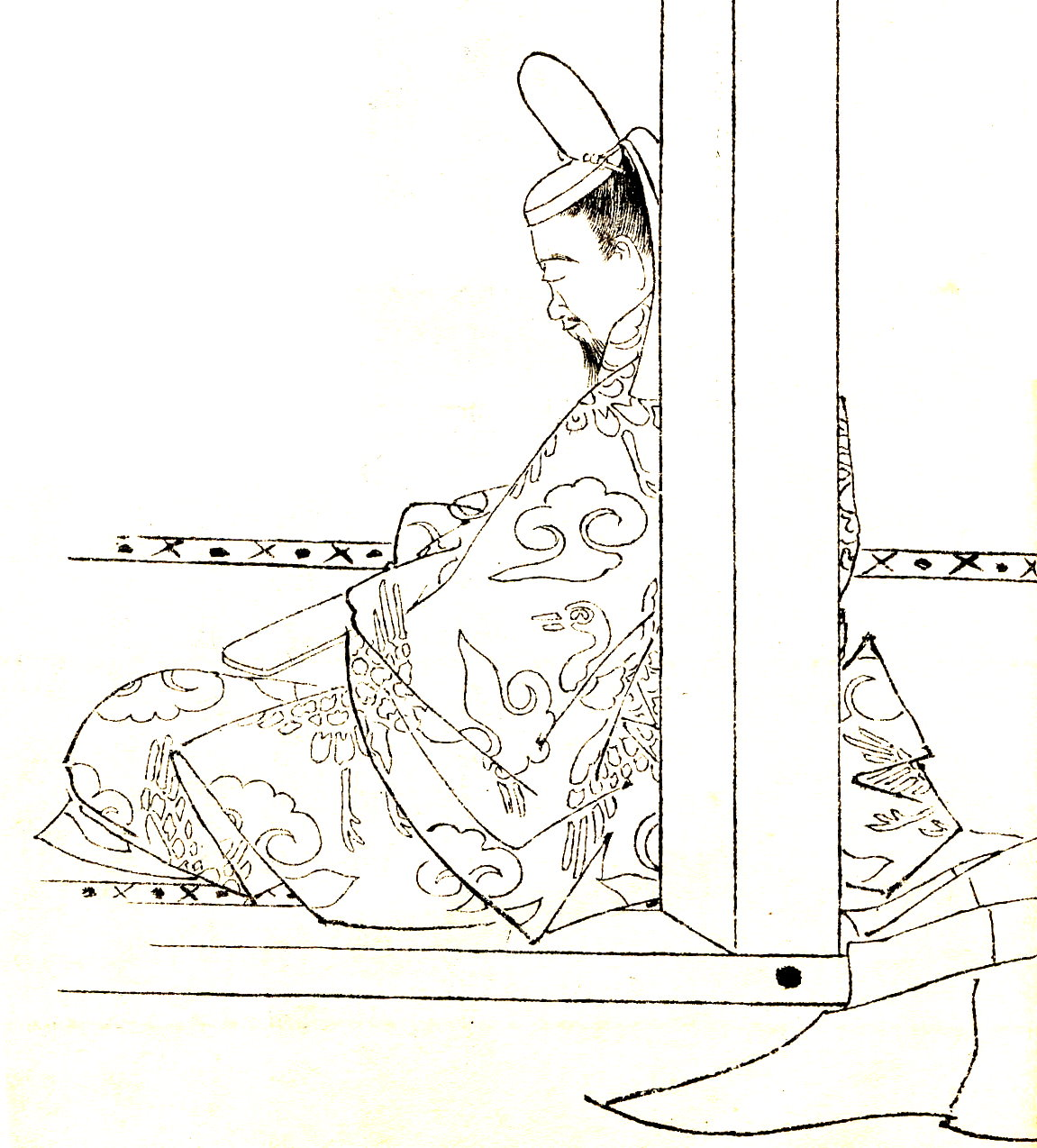
Fujiwara no Kaneie

En 948 accedió a la corte en el rango de jugoi, en 955 fue nombrado gobernador de la provincia de Kii y en 956 fue designado como shōnagon. En 967 ascendió rápidamente varias posiciones hasta llegar al rango de jusanmi. Fue nombrado chūnagon en 969 y como gon-dainagon en 972.
A pesar de la muerte de su hermano rival Fujiwara no Kanemichi en 977, Kaneie no ocupó el cargo de kanpaku y fue nombrado como udaijin por su primo Fujiwara no Yoritada, quien se convirtió en regente imperial. En 986 es ascendido al rango de juichii y ocupa el rango de regente sesshō del Emperador Ichijō, luego de que Kaneie presionara junto con su hijo Fujiwara no Michikane la abdicación del Emperador Kazan, con el fin de terminar la regencia de Yoritada. En ese mismo año, Kaneie se convierte en líder del clan Fujiwara y mantendría esa posición hasta su muerte.
En 990 es nombrado como Daijō Daijin aunque luego renunció y continúo la regencia del Emperador Ichijō como kanpaku; tres días después se convirtió en un monje budista, falleciendo dos meses después.